# Ard
Arden var den ældste form for plov, som blev benyttet til at pløje jorden med, før hjulploven blev opfundet. Den kan ses som et modstykke til hakken og gravestokken. Arden kunne ikke vende jorden. Den blev holdt skråt, hvorved det pileformede hovedskær kastede det meste af jorden til den ene side.
Arden var af træ, og havde i starten kun én "tand", som "løsnede" jorden.
Arden kendes helt tilbage fra landbrugets indtog i Danmark i starten af bondestenalderen i midten af det 4. årtusinde f.Kr., men findes først afbildet blandt helleristninger fra bronzealderen, blandt andet i Valla og i Finntorp i Bohuslen. I middelalderen kom hjulploven, som sparede en tid og kræfter.

## Udformning og fremstilling
Arden kunne laves uden hjælp af andet end økse og kniv. Arden kendes i to udformninger:
- Den simpleste form for ard er krogarden, der i princippet kun består af en kløftet gren med en tværpind til at styre med.[1]
- En sammensat type er derimod buearden, der består af tre forskellige dele: en buet trækstang, en buet styrestang, samt et pileformet plovskær med forskær.[1]

## Udbredelse
Arden har været udbredt og anvendt helt op til nutiden forskellige steder i verden.
Arden foretrækkes stadig mange steder i verdens tørre klimazoner, hvor jorden kun behøver at smuldres. Den kendes fra fund og afbildninger tilbage fra bronzealderen i Mellem- og Fjernøsten, Europa og Indien. Europæerne indførte den i Mellem- og Sydamerika.

## Anvendelse
Arden var et yderst tilpasningsdygtigt dyrkningsredskab. Den vejede kun 10-15 kilo, men var alligevel robust, og kunne trækkes af en hest eller et par okser. Det vigtigste var dog, at en enkelt mand ved hjælp af en ard og trækdyr i løbet af et par dage kunne bearbejde og tilså nok land til at ernære sig selv og sin familie.  Erfaringer har vist, at en 100 meter lang ardfure kan pløjes på omkring 3 minutter med vending og eventuelle pauser. Arden pløjer jorden til en dybde af 15-20 cm. Afstanden mellem to ardfurer, fra bund til bund, er i gennemsnit omkring 30 cm. Eftersom den gennemsnitlige arbejdsevne er omkring 30 meter pr. minut, tager det omtrent to arbejdsdage på godt 8 timer at pløje 1 hektar (100 x 100 meter). Arden er langt mere effektiv på sandede end på lerede jorder.
Hvis arden holdes lodret, vil jorden falde lige meget til begge sider. Ved at holde arden på skrå opnåede brugeren, at det meste af jorden vil falde i den sidst oppløjede åbne plovfure. Når arden var forsynet med et stejlt stillet hoved, således som tilfældet var med Døstrup-arden, fås en plov, der især egner sig til opbrydning og dybdepløjning, idet arden kan nå en dybde på 28 cm, selv i stenet jord. "Såle-arden" består derimod af en tveje, hvor sidegrenen udgør åsen, som okserne trækker i, mens den kortere og tykkere del udgør sålen, som går ned i plovfuren. Bag sålen er indtappet en lodret stillet stjert (styrestang), hvoraf den øverste del er den, bonden holder i og styrer ploven. Sålen er imidlertid ofte nærmest vandret og egner sig derfor ikke til dybdepløjning men er anvendelig på jord, der allerede er smuldret i forvejen. Denne ard egner sig til dækning af sæden.
En fordel ved arden er, at pløjning med ard ikke udtørrer jorden så meget som en furevendende plov. Ved at pløje jorden på kryds og tværs opnås at gennembryde de balke, der bliver tilbage mellem plovfurerne efter første pløjning, hvorved jorden bliver grundigt smuldret og luftet.
Forskær af jern kendes i store dele af Europa. I Nordeuropa er det ældste fund fra Gotland og dateret til 400-500-tallet. Det hidtil ældste danske fund er dateret til 900-tallet. Et plovskær af egetræ fra Hviding syd for Ribe, fundet i en brønd, er dateret til 825-850.

## Historie
Det er ukendt hvor og hvornår, de ældste plove blev udviklet og taget i anvendelse. Det er sandsynligt, at det er sket i Mellemøsten, i Babylonien og i forbindelse med udviklingen af kunstvanding, idet det er muligt, at de tidligste plove alene blev anvendt til at frembringe vandingsfurer i jorden, måske ved at man først lod husdyr (i begyndelsen især okser) trække en hakke eller trækspade gennem jorden og at redskabet med tiden har fået udvidet sit anvendelsesområde og i nogen grad erstattede hakke, gravestok og spade som agerdyrkningsredskaber. På ægyptiske og summeriske billeder ses, hvorledes de ældste plove af spadetypen var indrettede, idet de kun bestod af et plovhoved, der fortsattes opad i stjærten og var forsynet med håndtag samt en trækstang. Sådanne redskaber kendtes i Iran helt op til 2. verdenskrig, og lignende spadeplove blev anvendt ved svedjebruget i Skandinavien, Rusland samt i Indien og Kina. Et indirekte vidnedsbyrd om ardens oprindelse er, at det oldnordiske arðr er afledt af latinsk aratrum og græsk arotron, der igen er afledt af semittisk harath, der betyder "at pløje".
I visse dele af verden, fx Oceanien, Amerika og Afrika fraset Egypten, blev landbrug drevet uden plov, hvilken først blev indført ved koloniseringen fra Europa.
Et stykke ind i yngre stenalder begyndte man at pløje både på langs og tværs af jordstykket, såkaldt krydspløjning, for at få jorden løs, let og fri for ukrudt. De første eksempler i Norge på krydspløjning fra oldtiden blev fundet på Hunnfelterne  i Østfold i 1950. Oldtidens agre fremstår med mørke, krydsende striber; for hver gang ardskæret stak dybt, trak det mørk jord ned i den lyse, sterile moræne nedenunder. Tilsvarende fund er gjort på den forblæste lille ø Fjørtoft  nordvest for Ålesund. Ardspor under dysser og gravhøje i Danmark viser, at man kun pløjede en enkelt eller højt nogle få gange. Det tyder på, at marker kun blev genopdyrket nogle få gange på samme sted. Dette taler for et ekstensivt agerbrug med græsgange og åben græsningsskov, der i perioder omdannes til små agre.
Egentlige eksemplarer af arder kendes først fra bronzealderen, og fra samme tid kendes afbildninger på helleristninger, blandt andet fra Bohuslen.
En næsten komplet, men udateret eksemplar af en bueard er fundet i en mose ved Donneruplund ved Vejle. Andre fund er gjort i Døstrup i Himmerland og i Hendriksmose i daværende Viborg Amt, henholdsvis daterede til yngre bronzealder og ældre jernalder.
Undersøgelser af dyrkningslagene under gravhøje har også vist, at disse var ret tynde, kun 15-17 cm, og ofte kun indeholdt lidt organisk materiale, det vil sige, at den oprindelige muldjord var nedbrudt og podsoleringsprocesserne (hvorved der indtræder en udvaskning af næringsstoffer) langt fremskredne. Dette taler for, at man frem til jernalderens begyndelse enten ikke kendte til betydningen af gødskning eller ikke har fundet det indsatsen værd.
Vi kender meget lidt til stenalderens og bronzealderens dyrkningsfelter. Samlede dyrkningsfelter kendes først fra keltisk jernalder i form af digevoldingsagre. Deres fremkomst er sammenfaldende med, at det kan påvises, at husdyr kom på stald, og dermed at man efter al sandsynlighed aktivt er begyndt at anvende gødning opsamlet i staldene. Digevoldingsagrene ophører senest omkring 200 e.Kr. sandsynligvis i forbindelse med samling af bebyggelsen i færre men større landsbyer og muligvis også som led i omlægning til en form for indmark-udmarksdrift, hvor indmarken gødes fast, mens udmarken ligger brak og kun i begrænset omfang inddraget til dyrkning. Sådanne digevoldingsagre kendes i alle dele af landet, både hedeegne i Jylland og i Østdanmark, herunder på Bornholm. Undersøgelser har vist, at områder med digevoldingsagre kunne strække sig 700 m, endda op til 1.300-1.400 m fra den landsby, de hørte til.
Meget taler for, at er er sket en ny omlægning af dyrkningsmåden i vikingetiden til blokagre. Pløjespor under nedlagt bebyggelse tyder på, at disse blokagre er blevet dyrket med en "krog", en sen afart af arden med bredere plovskær.
En indskrift i Djulefors i Södermanland, kaldt Sö 65 og dateret til vikingetiden, lyder:
[inka : raisti : stain : þansi : at : ulai](f) : sin : [a...k] : han : austarla : arþi : barþi : auk : o : lakbarþilanti : [anlaþis +
Inga ræisti stæin þannsi at Olæif sinn ... Hann austarla arði barði ok a Langbarðalandi andaðis.
Tolket til moderne dansk: "Inga rejste denne sten for Óleifr, sin .... . Han pløjede sin ard i østerled og udåndede i langobardernes land." 
Indførelsen af hjulploven i begyndelsen af middelalderen betød dog ikke, at arden gik af brug. Den blev fortsat anvendt til lettere pløjearbejder, således til at mulde sæden ned med, og i nordligere egne som Norge var arden fortsat det bedst egnede redskab til at pløje jorden: billigere, lettere at bruge, krævede mindre trækkraft og bedre tilpasset jordens karakter. Det er muligt at omdanne en hjulplov til en ard ved at aftage muldfjælen.